# Municipio de Union (condado de Mahaska)
El municipio de Union (en inglés: Union Township) es un municipio ubicado en el condado de Mahaska en el estado estadounidense de Iowa. En el año 2010 tenía una población de 331 habitantes y una densidad poblacional de 3,6 personas por km².

## Geografía
El municipio de Union se encuentra ubicado en las coordenadas 41°27′51″N 92°34′52″O / 41.46417, -92.58111. Según la Oficina del Censo de los Estados Unidos, el municipio tiene una superficie total de 92.01 km², de la cual 91,91 km² corresponden a tierra firme y (0,11 %) 0,1 km² es agua.

## Demografía
Según el censo de 2010, había 331 personas residiendo en el municipio de Union. La densidad de población era de 3,6 hab./km². De los 331 habitantes, el municipio de Union estaba compuesto por el 98,19 % blancos, el 1,21 % eran asiáticos, el 0,3 % eran de otras razas y el 0,3 % eran de una mezcla de razas. Del total de la población el 0,91 % eran hispanos o latinos de cualquier raza.